# Cookia sulcata
Cookia sulcata es una especie de molusco gasterópodo de la familia Turbinidae.

## Distribución geográfica

Juvenil

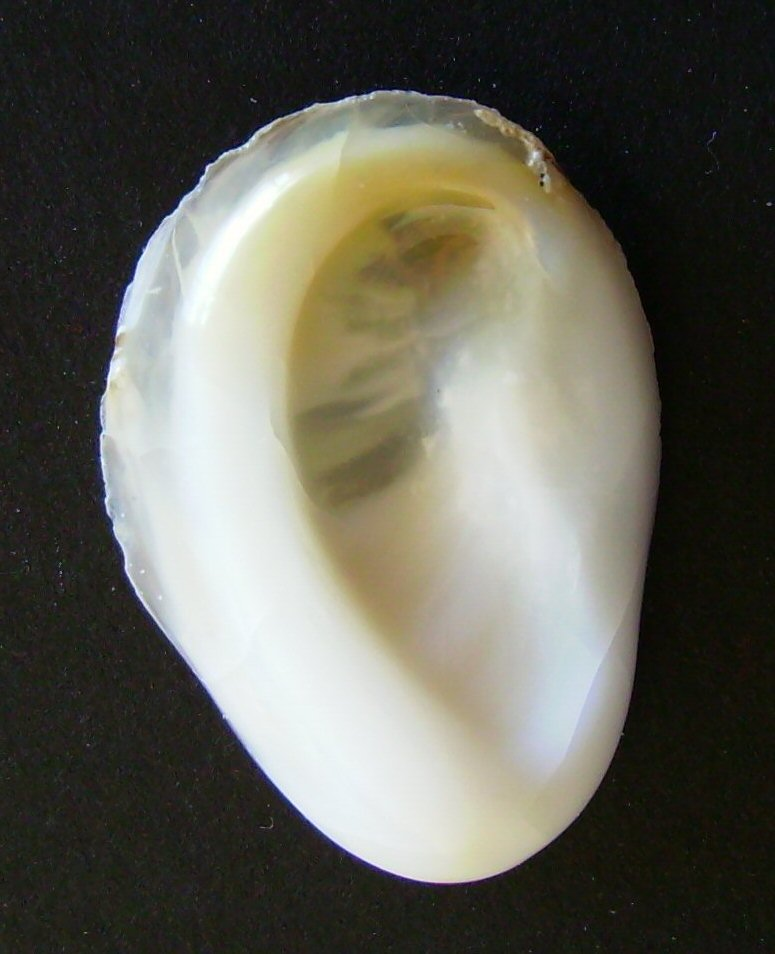
Vista del opérculo de Cookia sulcata.

Se encuentra  en Nueva Zelanda.